# Shades of Deep Purple
Shades of Deep Purple (с англ. «Оттенки глубокого пурпура») — дебютный студийный альбом британской группы Deep Purple. Записан в течение трёх дней (11 — 13 мая 1968 года) на Pye Studios в Лондоне. Вышел в США в июле 1968 года на лейбле Tetragrammaton Records, а в Великобритании — в сентябре 1968 года на лейбле Parlophone. Ремастирован и переиздан в 2000 году с добавлением пяти бонус-треков. Ремастирован в 2014 году в моно- и стереоверсиях для бокс-сета Hard Road.
В Великобритании альбом Shades of Deep Purple практически остался незамеченным и не вошёл в чарты, но в США поднялся до № 24 в Billboard Top LPs. Самой популярной стала композиция «Hush», осенью 1968 года она достигла 4-й позиции в Billboard Top 100.

## История создания
В конце февраля 1968 года только что созданная группа Roundabout (в составе четырёх человек: Джон Лорд, Ричи Блэкмор, Ник Симпер и барабанщик Бобби Вудман) начала первые репетиции в Дивз-Холле (англ. Deeves Hall), большой ферме на юге Хартфордшира. Вскоре стало ясно, что барабанщик выбивается из общей картины, и Бобби Вудман был заменён Иэном Пейсом. В это же время в группу был принят вокалист Род Эванс, игравший ранее с Пейсом в группе The MI5.
Первыми двумя работами новообразованного квинтета стали инструментальные композиции «And the Address» и «Mandrake Root» (у второй из них позже появился текст), которые Блэкмор и Лорд написали ранее. Третьей стала кавер-версия знаменитой песни «Help!» группы The Beatles, затем к ним прибавились «I’m So Glad», «Hey Joe» (песня Билли Робертса, в оригинальном издании альбома в качестве автора ошибочно указаны Deep Purple) и «Hush». Основным источником вдохновения для новой аранжировки «Hey Joe» была версия Джими Хендрикса, выпущенная в 1966 году.

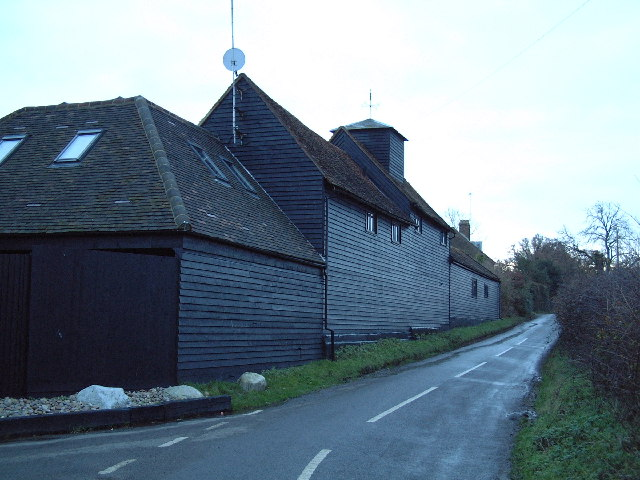
Ферма в Дивз-Холле, где начала свои репетиции группа Roundabout.

Вскоре Ричи Блэкмор убедил своего друга Дерека Лоуренса стать продюсером группы. В начале весны 1968 года Лоуренс организовал запись демоверсий в Trident Studios в Лондоне для американского лейбла Tetragrammaton Records. В апреле-мае того же года последовал короткий рекламный тур из восьми концертов в Дании и Швеции. В это время группа сменила своё прежнее название на Deep Purple.
Когда Deep Purple вернулись в Англию, Tetragrammaton подтвердил своё решение подписать контракт на издание пластинки. Она была записана в течение трёх дней (11—13 мая 1968 года) на Pye Studios в Лондоне. Все песни были записаны вживую, с помощью четырёхканального магнитофона, за один или два дубля. В первый день (суббота, 11 мая) были записаны «And the Address», «Hey Joe», «Hush» и «Help!». Во второй день были записаны «Love Help Me», «I’m So Glad» (с инструментальной прелюдией под названием «Happiness») и «Mandrake Root», а в третий день — «One More Rainy Day». Во время микширования в переходы между песнями были добавлены звуковые эффекты, взятые из архивов BBC.

## Об альбоме
- «And the Address»

Альбом открывает инструментальная композиция «And the Address», сочинённая Блэкмором и Лордом и впервые исполнявшаяся Deep Purple на концерте 20 апреля 1968 в Дании. Это одна из самых первых композиций группы. Концертная запись появилась на диске History, Hits & Highlights '68–'76 (2009). В новом исполнении она присутствует также в альбоме Whoosh! (2020).
- «Hush»

Вторая по счёту композиция «Hush» представляет собой обработку одноимённой песни, написанной Джо Саутом для американского певца Билли Джо Ройяла (Billy Joe Royal). В июне 1968 года она была издана на сингле (первом сингле Deep Purple) с композицией «One More Rainy Day» на второй стороне; для неё же было снято промо-видео. В 1988 году была перезаписана с другим вокалистом (Иэном Гилланом) и издана в концертном альбоме Nobody's Perfect.
- «Prelude: Happiness»/«I’m So Glad»

Семиминутная композиция, завершающая первую сторону альбома, представляет собой трёхминутное инструментальное вступление (Prelude: Happiness), использующее мотивы сюиты «Шехеразада» Римского-Корсакова и четырёхминутную обработку песни «I’m So Glad», написанной американским блюзовым певцом и композитором Скипом Джеймсом в 1930-е.
- «Mandrake Root»

Композиция «Mandrake Root» («корень мандрагоры») прочно вошла в ранний концертный репертуар группы; органные и гитарные соло здесь достигали временами 15-минутной продолжительности. Позже в изменённом виде эта композиция (инструментальная часть) исполнялась в паре с «Space Truckin’» из альбома Machine Head. В версии «Space Truckin’» из Made in Japan использован рифф «Mandrake Root». Известный музыкальный критик Брюс Эдер (Bruce Eder) увидел в этой композиции «очень далёкие истоки Smoke on the Water», а также отметил сходство с композицией «Foxey Lady» Джими Хендрикса и звучанием группы The Nice.
- «Help!»

Представляет собой обработку знаменитой одноимённой песни группы The Beatles. Версия Deep Purple более медленная и почти в три раза длиннее оригинальной. Брюс Эдер назвал её одной из наиболее интересных интерпретаций этой песни. В апреле 1968 года было снято промо-видео песни для показа на датском телевидении.
- «Hey Joe»

Оригинальная обработка одноимённой песни, написанной американским композитором Билли Робертсом в начале 1960-х. Песня оказалась чрезвычайно популярной и имела множество кавер-версий, из которых наиболее известной является версия в исполнении группы The Jimi Hendrix Experience (1966). Версия Deep Purple (длительностью более семи минут) содержит многочисленные отсылки к классическим произведениям, в том числе, фрагменты из балета «Треуголка» (музыка Мануэля де Фальи) и «Болеро» Мориса Равеля.

## Список композиций

### сторона «А»
1. «And the Address» (Блэкмор, Лорд) — 4:38
2. «Hush» (Джо Саут) — 4:24
3. «One More Rainy Day» (Эванс, Лорд) — 3:40
4. «Prelude: Happiness» (Deep Purple / Римский-Корсаков) — 2:39 / «I’m So Glad» (Скип Джеймс) — 4:40

### сторона «Б»
1. «Mandrake Root» (Блэкмор, Эванс, Лорд) — 6:09
2. «Help!» (Леннон — Маккартни) — 6:01
3. «Love Help Me» (Блэкмор, Эванс) — 3:49
4. «Hey Joe» (Билли Робертс) — 7:33

### Бонус-треки на переиздании 2000 года
1. «Shadows» album outtake (Блэкмор, Эванс, Лорд, Пейс, Симпер) — 3:38
2. «Love Help Me» instrumental version (Блэкмор, Эванс) — 3:29
3. «Help!» alternate take (Леннон, Маккартни) — 5:23
4. «Hey Joe» BBC Top Gear session (Робертс) — 4:05
5. «Hush» live U.S. TV (Джо Саут) — 3:53

## Состав группы
- Род Эванс — вокал
- Ричи Блэкмор — гитара
- Джон Лорд — клавишные, бэк-вокал
- Ник Симпер — бас-гитара, бэк-вокал
- Иэн Пейс — ударные

## Позиции в чартах
| Альбом \| год \| чарт \| позиция \| \| ---- \| -------------------------- \| ------- \| \| 1968 \| RPM100 Albums (Canada)[34] \| 19 \| \| 1968 \| Billboard 200 (USA)[35] \| 24 \| |                        |         |
| год | чарт                   | позиция |
| 1968 | RPM100 Albums (Canada) | 19      |
| 1968 | Billboard 200 (USA)    | 24      |

| Синглы \| год \| название \| чарт \| позиция \| \| ---- \| -------- \| --------------------------- \| ------- \| \| 1968 \| «Hush» \| RPM50 Singles (Canada)[36] \| 2 \| \| 1968 \| «Hush» \| Billboard Hot 100 (USA)[37] \| 4 \| \| 1968 \| «Hush» \| Swiss Singles Chart[38] \| 7 \| |          |                         |         |
| год | название | чарт                    | позиция |
| 1968 | «Hush»   | RPM50 Singles (Canada)  | 2       |
| 1968 | «Hush»   | Billboard Hot 100 (USA) | 4       |
| 1968 | «Hush»   | Swiss Singles Chart     | 7       |